# Svenska regeringens temaår
Svenska regeringens temaår innebär att Sveriges regering utropar ett snart kommande årtal till ett år då en viss sak skall få stor uppmärksamhet. Enligt Utbildnings- och kulturdepartementet var det Arkitekturåret 2001 som var det första av regeringens temaår.[källa behövs]
- 2001: Arkitekturåret
- 2005: Designåret
- 2006: Mångkulturåret